# Autostrada A1 (Albanien)
Die Autostrada A1 bzw. Autostradë A1 (albanisch für „Autobahn A1“), auch bekannt als Durrës-Kosovo-Autobahn, Durrës-Morina-Autobahn oder auch Durrës-Kukës-Autobahn, verbindet als Hauptverkehrsachse die wirtschaftlichen Zentren Albaniens Durrës und Tirana mit dem Kosovo.
Die A1 führt von der adriatischen Hafenstadt Durrës über Vora und Milot durch das nordalbanische Gebirge nach Kukës und weiter nach Morina zur kosovarischen Grenze.
Da sie den einfachen Austausch zwischen den Albanern auf beiden Seiten der Grenze ermöglicht, hat sie für den ganzen albanischen Raum – die sogenannte Albanosphäre – eine große Bedeutung und wird auch Rruga e Kombit (Straße der Nation) genannt. Auch die verkehrstechnische Erschließung des Nordosten Albaniens wurde durch die Autobahn deutlich verbessert.

## Streckenverlauf
Die A1 ist aktuell in drei Teilstücke gegliedert: Der erste Abschnitt von Durrës aus ist vierspurig und richtungsgetrennt und führt durch die Küstenebene Mittel- und Nordalbaniens. Das zweite Teilstück führt ins Gebirge der Mirdita hinein und ist zweispurig und nicht richtungsgetrennt. Der Rest führt durch das Gebirge Nordostalbaniens bis zur Grenze und ist zwischenzeitlich durchgehend vierspurig und richtungsgetrennt ausgebaut.

Von Durrës aus führt die A1 auf der Strecke der SH2 zuerst nach Osten durch die Metropolregion Tirana-Durrës in Richtung der albanischen Hauptstadt Tirana. Es handelt sich um dicht besiedeltes Gebiet und das wirtschaftliches Zentrum des Landes. In Kashar (24 km), einem Vorort von Tirana, biegt die A1 nach Norden auf eine Autobahn-Neubaustrecke ab, die zwischen dem Flughafen und Thumana über keine Ausfahrten verfügt. Ab Thumana (41 km) führt sie auf der Strecke der SH1 nach Milot (59 km) durch die Küstenebene.

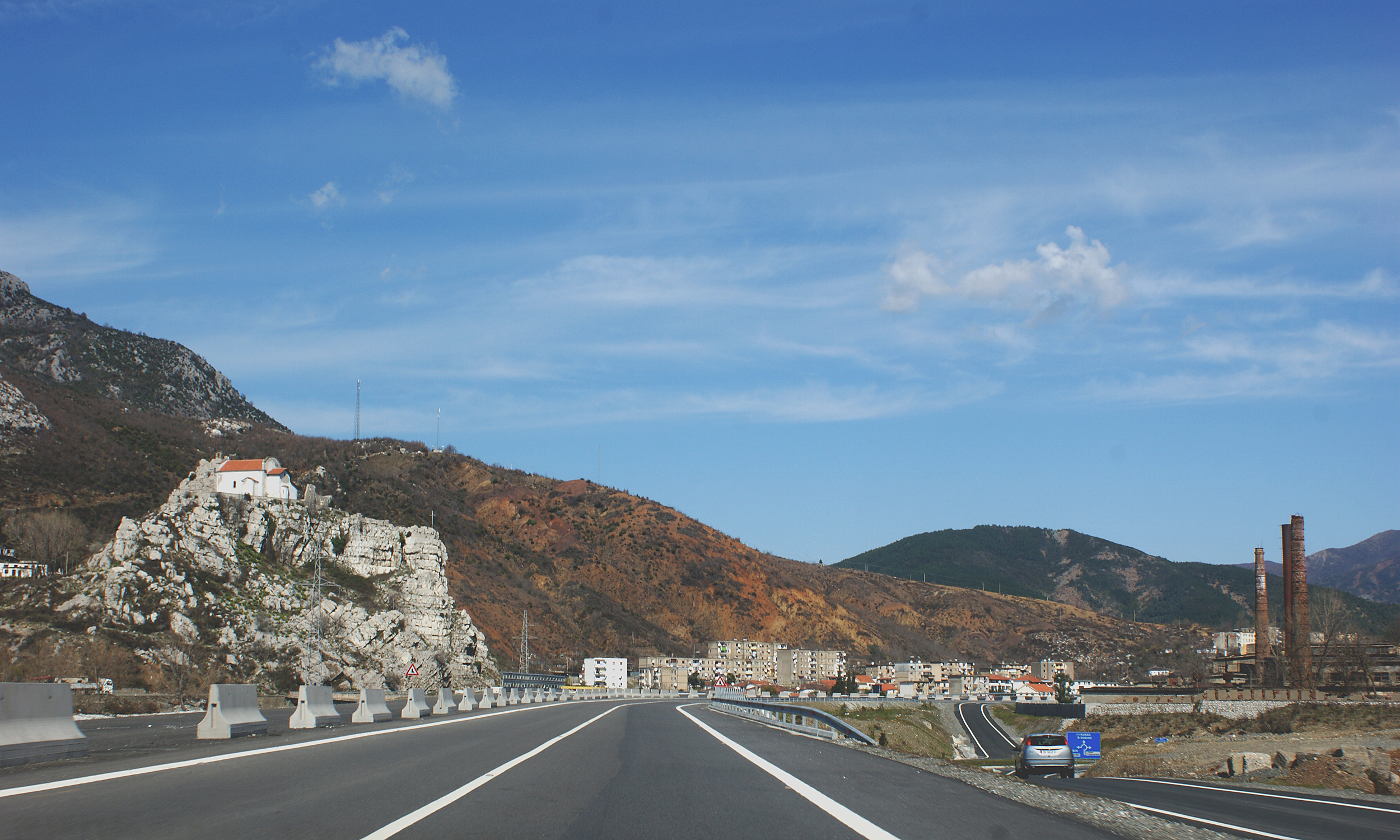
Nicht-richtungsgetrenntes Teilstück bei Rubik

In Milot trennen sich A1 und SH1. Die A1 führt ins Landesinnere in nordöstlicher Richtung nach Rrëshen (80 km) auf der alten Trasse der Bahnstrecke Milot–Klos. Dieser knapp 25 Kilometer lange Abschnitt entlang dem Fan ist zweispurig, nicht richtungsgetrennt und nur im Bereich von Rubik kreuzungsfrei.
In Rrëshen wird die Strecke wieder zur vollen Autobahn. Sie führt durch die Bergregionen der Mirdita tief hinein ins Gebirge, windet sich entlang dem Kleinen Fan durch Schluchten hoch bis zum Kalimash-Tunnel auf rund 800 m ü. A.  Nach dem Tunnel passiert der Tunnel praktisch menschenleere Berglandschaften und die Mautstelle. In weiten Kehren verliert die Straße an Höhe. Die Brücke über den Drin respektive Fierza-Stausee bei Kukës ist 310 Meter lang – ihr markante Eisenbogen als Träger ist 260 Meter lang und 56 Meter hoch. Kukës wird im Südwesten umfahren. Über mehrere weitere große Brücken geht es von dort nach Morina an der Grenze.
Zur richtungsgetrennten Autobahn ausgebaut waren 2024 die Abschnitte Kashar–Thumana–Milot und von Rrëshen bis zur kosovarischen Grenze sowie die SH2 von Durrës in Richtung Tirana. Der Abschnitt Kashar–Thumana ist besser ausgebaut als die meisten anderen Autobahnstrecken des Landes mit 130 km/h Höchstgeschwindigkeit und ohne zahlreiche – meist wilde – Abfahrten zu Tankstellen, Restaurants oder Nebenstraßen. Er verfügt über elf Brücken sowie je sechs Unter- und Überführungen.

## Bauverlauf
Der Bau der A1 durch das gebirgige Nordalbanien stellte eine große Herausforderung dar. Allein das 60,856 Kilometer lange Teilstück Rrëshen – Kalimash, das vom US-amerikanisch/türkischen Joint Venture Bechtel & Enka (BEJV) gebaut wurde, war mit über einer Milliarde US-Dollar das bis dato teuerste Infrastrukturprojekt Albaniens. Auf diesem Abschnitt wurden 27 Brücken und Viadukte sowie der 5,65 Kilometer lange Kalimash-Tunnel durch das gebirgige Nordalbanien gebaut.
Auch auf dem Teilstück zwischen Kukës und der kosovarischen Grenze waren zahlreiche Kunstbauten wie größere Brücken und tiefe Geländeeinschnitte notwendig.

Trotz der hohen Kosten priorisierte die Regierung diese Straßenverbindung, in Erwartung dass die Erschließung des kosovarischen Absatzmarktes und der Zugang Kosovos an die Adriahäfen – vor allem Shëngjin und Durrës – positive Effekte für die Volkswirtschaften beider Länder haben dürfte. Zudem kommt ein Großteil der Touristen, die Albanien jährlich besuchen, aus dem Kosovo. Diese Achse würde außerdem auch eine Verbindung mit dem Paneuropäischen Verkehrskorridor X via Pristina und Leskovac in Serbien ermöglichen. Aufgrund der politischen Situation zwischen Kosovo und Serbien ist die zeitnahe Verwirklichung einer entsprechenden Verbindung eher unrealistisch, auch wenn im Kosovo mit dem Bau einer entsprechenden Autobahn-Verbindung begonnen wurde.

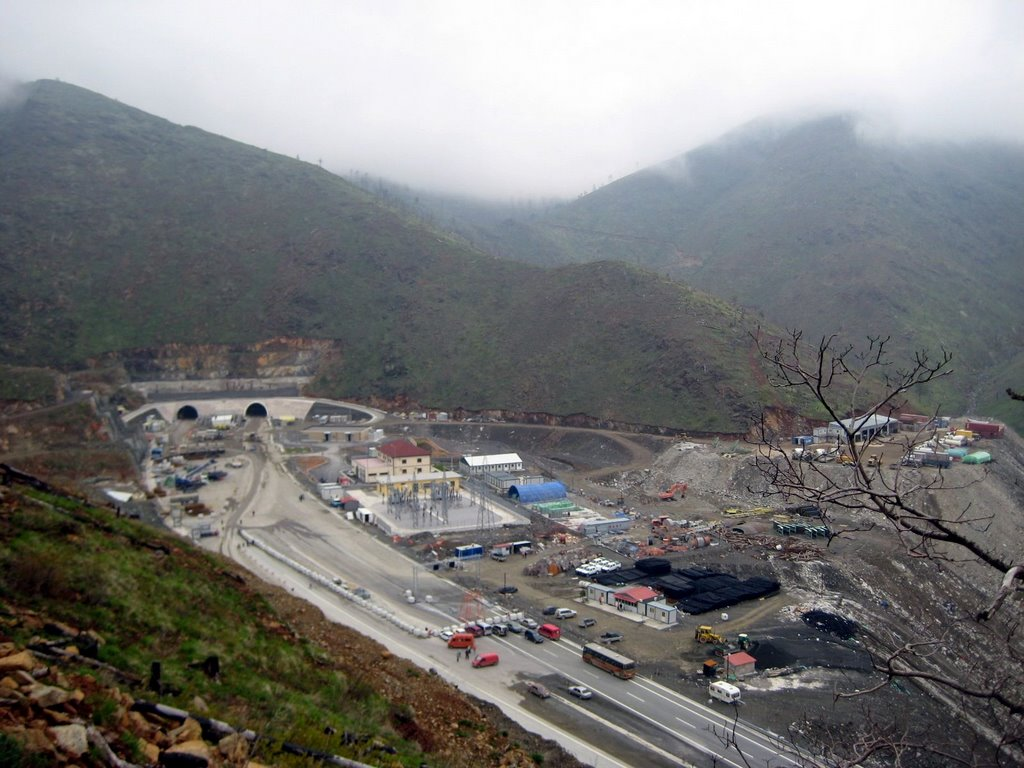
Eingang des Kalimash-Tunnel vor der Eröffnung (April 2010)

Die Bauarbeiten am Teilstück Rrëshen – Kalimash begannen im Oktober 2006 und wurden am 15. Mai 2010 vollständig beendet. Dieses Teilstück wurde aber bereits im Juni 2009 feierlich vom albanischen Ministerpräsidenten Sali Berisha und seinem kosovarischen Amtskollegen Hashim Thaçi eröffnet und dem Verkehr übergeben. Der Kalimash-Tunnel, von dem erst eine Röhre zur Verfügung stand, musste dann aber bald wieder zeitweise für Unterhalts- und Abschlussarbeiten geschlossen werden. Im Oktober 2010 konnte dann auch die zweite Röhre dem Verkehr übergeben werden. Von Milot nach Rrëshen erstellte eine slowenische Firma eine Schnellstraße mit vorerst nur einer Spur pro Richtung.
Der Abschnitt von Kalimash zur albanisch-kosovarischen Grenze (ca. 30 Kilometer) war schon lange als vierspurige Autobahn vollendet – nur die großen Brücken wurden erst im Sommer 2019 fertiggestellt. Bis dann waren diese Abschnitte jeweils nur zweispurig befahrbar.

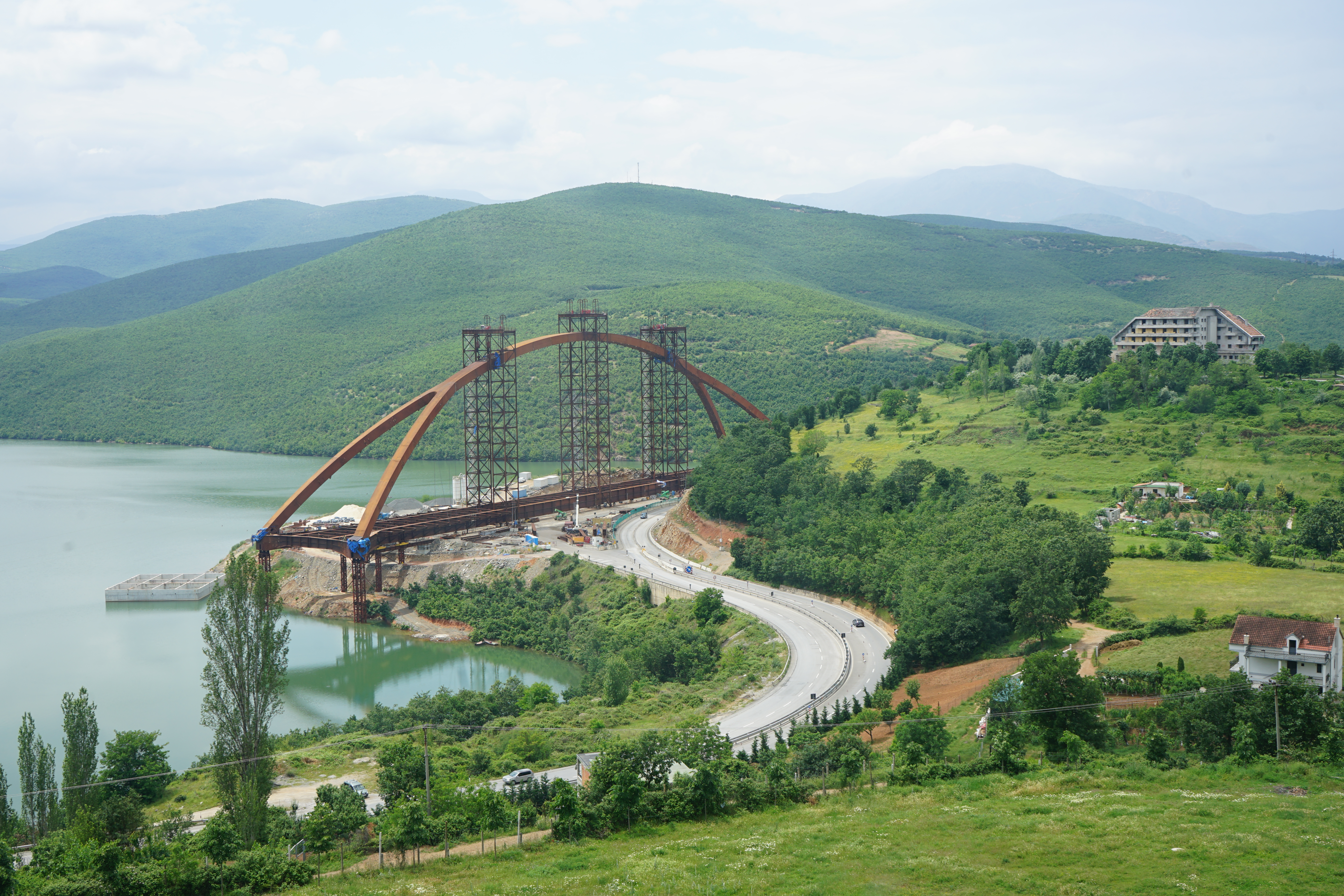
Große Brücke von Kukës während Bau kurz vor Verschiebung (Mai 2023)

Die letzte Lücke auf diesem Teilstück ist die Brücke über den Fierza-Stausee bei Kukës und anschließende Strecken von wenigen 100 Metern auf beiden Seiten, die nicht richtungsgetrennt sind. Eine neue Brücke war 2024 im Bau.
Der Abschnitt der SH1 von Thumana nach Milot wurde ebenfalls zu einer vierspurigen Autobahn ausgebaut. Ausbaupläne zur Autobahn zwischen Thumana und Kashar wurden 2018 angekündigt. Dieser 21 Kilometer lange Abschnitt wurde 2024 eröffnet und ist Teil der Adriatisch-ionischen Autobahn.
Im November 2024 wurde als letztes fehlendes Stück der Verbindung Durrës–Kosovo die Große Brücke von Kukës über den Fierza-Stausee eröffnet.
Für 2025 wurde der Ausbau der Autobahn Tirana–Durrës auf sechs Spuren und Pannenstreifen angekündigt.

## Beschilderung

Beschilderung der A1

Obwohl sich die A1 offiziell auch über Strecken der SH1 und SH2 erstreckt, sind diese Abschnitte nicht alle komplett als A1 ausgeschildert. Eine Beschilderung als A1 erfolgt bis jetzt nur auf der neugebauten, vierspurigen Strecke zwischen Rrëshen und Kukës und auf dem neu ausgebauten vierspurigen Teilstück der SH1 zwischen Thumana und Milot.
Ob die SH2 in Zukunft zusätzlich auch als A1 ausgeschildert werden oder ob deren Bezeichnungen sogar ersetzt werden, ist derzeit nicht absehbar.

## Kosten und Unterhalt

### Baukosten

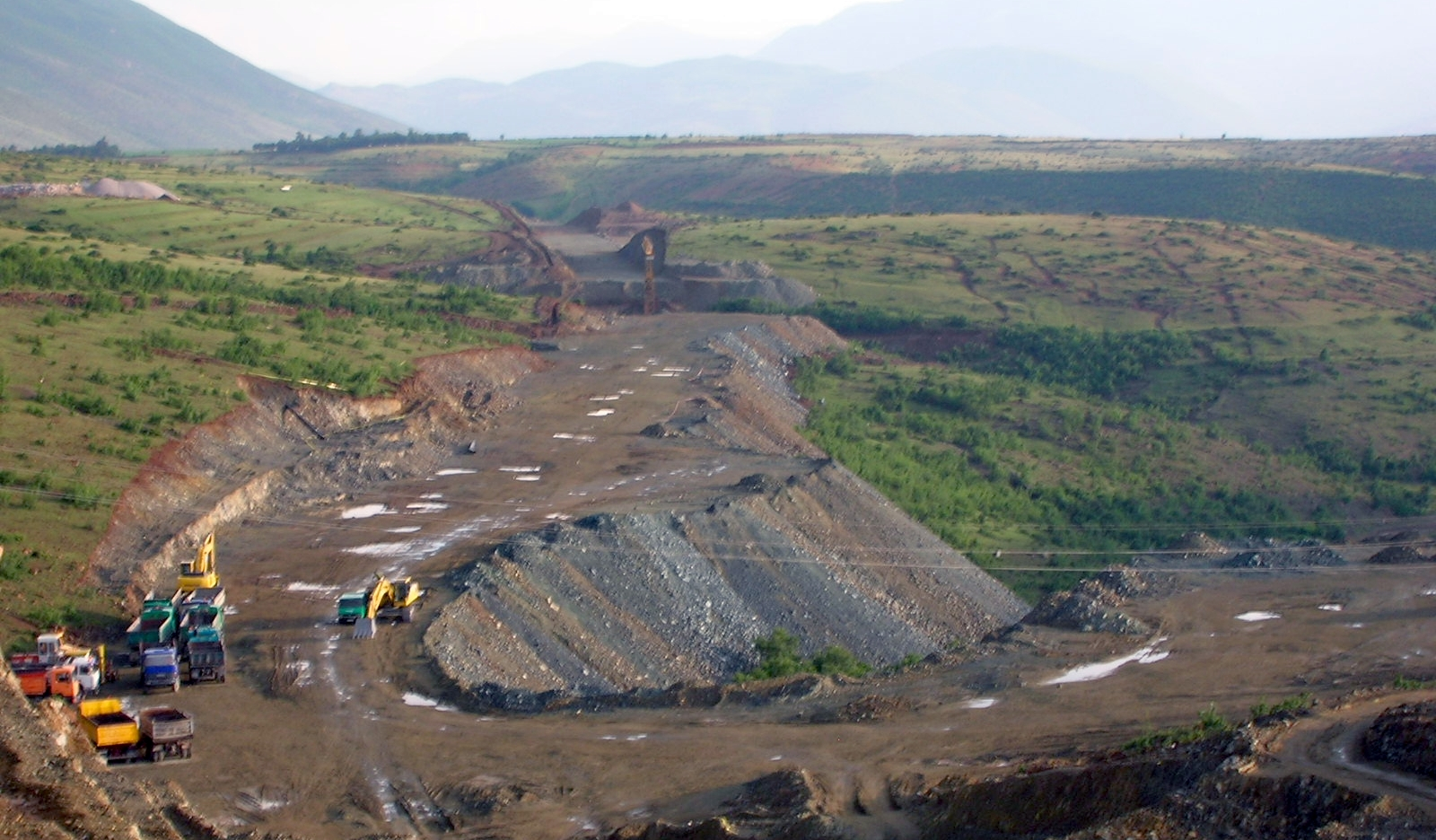
Bauarbeiten 2007 östlich von Kukës

Insgesamt werden die Kosten für das Teilstück zwischen Rrëshen und Kalimash mit 826 Millionen Euro beziffert, von denen etwa 280 Millionen Euro auf den Tunnel fallen.
Die Kosten für das Teilstück Thumana–Kashar wurde mit 267 Millionen Euro beziffert. Die Große Brücke von Kukës soll 40 Millionen Euro gekostet haben.

### Unterhalt, Privatisierung und Maut
Ursprünglich war die ganze Autobahn zwischen Durrës bis zur kosovarischen Grenze kostenlos befahrbar. Im Dezember 2011 wollte die albanische Regierung für die Autobahnstrecke zwischen Rrëshen und Kalimash ein Projekt ausschreiben lassen, um einem Unternehmen die Unterhaltsarbeiten an der Autobahn zu übergeben. Das Gleiche war für den Januar 2012 für den Tunnel geplant. Vorgesehen war eine Gebühr von fünf Euro für Pkw und zehn Euro für Lkw und Busse. Durch diese Maut könnten rund 13 Millionen Euro jährlich Einnahmen erzielt werden und den Tunnel theoretisch in rund 21 Jahren amortisieren.
Im Juni 2011 musste die albanische Regierung dem Konsortium Bechtel & Enka weitere 100 Millionen US-Dollar zahlen. Als Grund nannte sie die getätigten Unterhaltsarbeiten am Kalimash-Tunnel.
Im Januar 2013 wollte die albanische Regierung entscheiden, an welches Unternehmen die Autobahn Rrëshen–Kukës privatisiert wird. So soll unter anderem die Straßenunterhaltung finanziert werden. Die Maut werde nicht mehr als fünf Euro betragen. Im Sommer 2016 wurde bekannt gegeben, dass die Konzession an das türkische Unternehmen Vendeka vergeben werde. Aufgrund politischen Drucks aus der Türkei erhielt dann doch eine albanische Firma die Konzession. Grund war, dass die „türkische Firma“ aus Sicht des Präsidenten Recep Tayyip Erdoğan Kontakte zum in den Vereinigten Staaten lebenden Fethullah Gülen habe. Seine Hizmet-Bewegung wurde in der Türkei als sogenannte „FETÖ-Terrororganisation“ verboten.

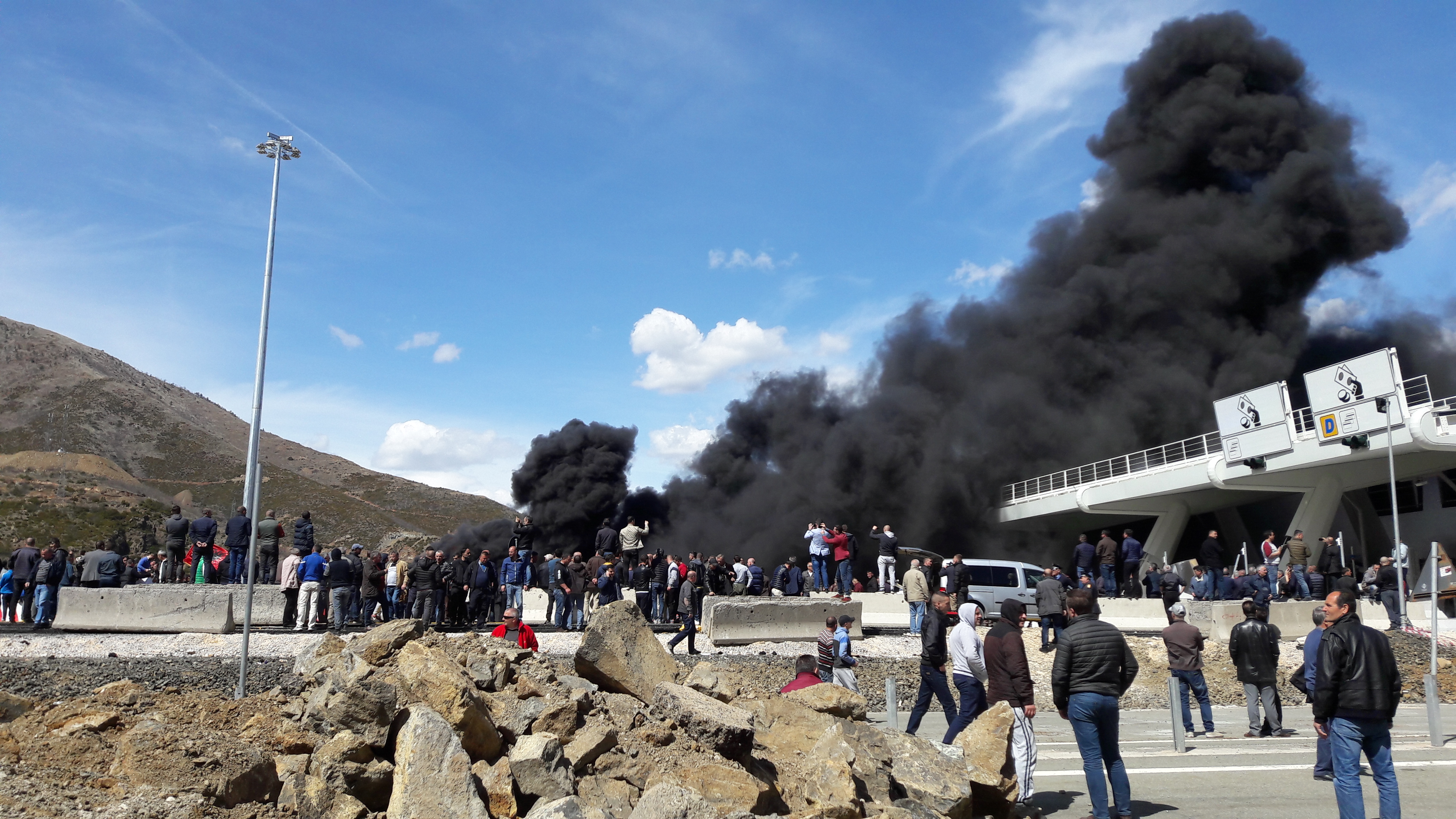
Proteste gegen die Tunnelmaut im Jahr 2018

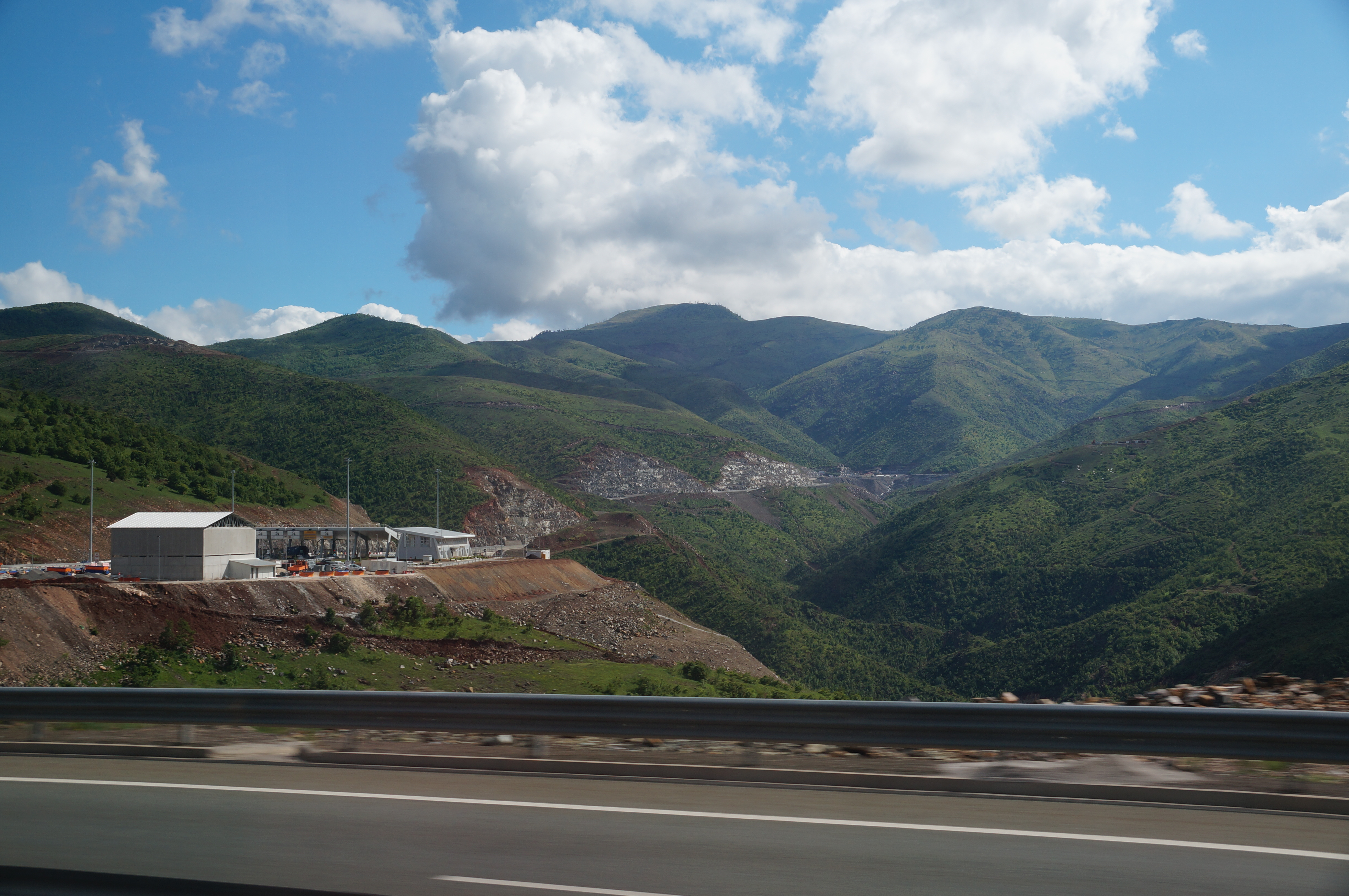
Mautstelle und Zugangsstrecke zum nördlichen Tunnelportal

Ende März 2018 wurde begonnen, nördlich des Tunnels eine Maut von € 5 für PKW und bis zu € 22 für Schwerverkehr zu erheben. Bei Protesten von Bewohnern aus der Region Kukës gegen die neue Straßengebühr kam es zu Verletzten auf Seiten der Polizei und der Demonstranten. Dabei wurden Teile der neu gebauten Mautstelle beschädigt. In der Folge wurde die Gebührenerhebung wieder ausgesetzt. Seit Mitte September 2018 muss wieder Maut bezahlt werden; Bewohner der Region können den Tunnel zu einem vergünstigten Tarif von 100 Lek passieren.
Die Strecke zwischen Kashar und Thumana, 2024 eröffnet, ist ebenfalls mautpflichtig. Ein Privatunternehmen hat hier eine 35-jährige Konzession.